# Budîșce, Kovel
Budîșce (în ucraineană Будище) este un sat în comuna Kolodeajne din raionul Kovel, regiunea Volînia, Ucraina.

## Demografie
Componența lingvistică a localității Budîșce
     Ucraineană (100%)
Conform recensământului din 2001, toată populația localității Budîșce era vorbitoare de ucraineană (100%).